# 半井重幸
半井 重幸（なからい しげゆき、2002年3月11日 - ）は、日本のブレイクダンスダンサー。第一生命保険所属。2018年ブエノスアイレスユースオリンピック銅メダリスト。2024年パリオリンピック4位入賞、日本選手団の旗手を務めた。ブレイクダンスの世界的大会Red Bull BC Oneの歴代最年少優勝者(当時18)。世界ランキング1位。ダンサーネームは「Shigekix（シゲキックス）」。由来はお菓子のシゲキックスである。D.LEAGUEの「KOSÉ 8ROCKS」所属。

## 経歴
大阪府大阪狭山市出身。7歳の時、姉で同じくブレイクダンサーの半井彩弥（AYANE）に影響を受けてダンスを始める。
9歳で早くも世界大会に進出すると、2014年、ブレイクダンスの世界選手権「Chelles Battle Pro」のU12部門で優勝を果たした（11歳）。
2015年にはオランダで開催された世界大会「The Notorious IBE 2015」のキッズソロ部門にて優勝。また、台湾で開催された世界大会「New Taipei Bboycity」の一般ソロ部門にて13歳で最年少優勝する。
2016年には、フランストゥールーズで開催された世界大会「Nothing2Looz World Final 2016」のキッズソロ部門、スロバキアで開催された「Outbreak Europe 2016」のキッズソロ部門、中国で開催された世界大会「WAF world final 2016」のU18ソロ部門、フランスマルセイユで行われた「Marseille battle pro 2016」のキッズソロ部門で優勝するなどキッズの世界大会を総なめにし、他の追随を許さない存在となった。
同年はキッズ部門以外に出場した一般のソロ部門でも快進撃を見せ、中国の世界大会「Hustle and freeze 2016」の一般ソロ部門、フランスの世界大会「Battle Humanitaria」の一般ソロの部門、フランスパリで開催された世界大会「Battle Bad 2016」の一般ソロ部門等、数々の世界大会一般ソロ部門でも優勝を果たす。さらに「Battle Bad」は2017年大会も一般ソロ部門で優勝。2連覇を遂げた。
2017年、中学卒業と同時にカシオ計算機株式会社とスポンサー契約を結び、「TEAM G-SHOCK」のメンバーとなった。高校は、大阪学芸高校に進学した。
そして同年9月には、ブレイクダンスの世界最高峰の世界大会とされるRed Bull BC One world final出場を果たし、最年少出場記録を残した。
2018年5月には、川崎で開催された世界ユースブレイキン選手権の男子ブレイキンで優勝し、同年に行われるブエノスアイレスユース五輪の日本代表権を獲得すると、同年10月、ユース五輪のダンススポーツ・ブレイキン競技に出場。金メダルが期待されたものの、準決勝でロシアのダンサーSergei Chernyshevに敗北して3位決定戦に回り、3位決定戦でポーランドのAxelに勝利して銅メダルを獲得した。
ユース五輪で銅メダルに終わってからは、「ここがスタート」との思いで、これまでのダンス練習だけでなく、ダンス練習の後には全身の筋肉トレーニングを行って肉体改造に取り組むなど、トレーニング方式を改め、一層練習に励んだ。
2019年、Red Bullと契約を結び、「Red bull BC One all stars」のメンバーとなった。
2020年、高校を卒業。ちなみになにわ男子の大西流星は高校のクラスメイトであった。
JDSF第2回全日本ブレイキン選手権で優勝し、ブレイクダンスの日本一に輝いた。さらに同年にRed Bull BC One world finalに再び出場し、優勝を果たした。18歳での優勝は同大会の歴代最年少優勝記録となった。
2022年、JDSF第3回全日本ブレイキン選手権を優勝し、同大会の2連覇を果たした。さらに同年10月19日、株式会社コーセーとスポンサー契約を締結。11月2日に、同社のオーナーチームであるKOSÉ 8ROCKSのSPダンサーとして、プロダンスリーグ「D.LEAGUE 22-23SEASON ROUND.3」に出場した。
2023年には、JDSF第4回全日本ブレイキン選手権を優勝し、同大会の連覇記録を3連覇まで伸ばした。
2017年から、出身地である大阪狭山市観光大使に就任している。
2024年、第一生命保険との所属契約を締結。2024年パリオリンピックのブレイキン競技では4位だった。また同オリンピック開会式では江村美咲、閉会式では北口榛花とともに日本選手団の旗手を務めた。8月23日に、Forbes JAPAN 30 UNDER 30 2024 ENTERTAINMENT & SPORTSを受賞した。
8月19日、D.LEAGUE 24-25SEASONより、KOSÉ 8ROCKSにレギュラーダンサーとして加入することが発表された。

## プレースタイル
得意技は、体の動きを一時静止するフリーズ。もともと音楽ファンであったこともあり、演技中に会場で流れる音楽とダンスとの調和を重要視し、ソリッドかつリズミカルなフリーズと、日本ブレイクダンスシーンの特色である高速かつ高精度なパワームーブを取り入れ、それをさらに進化させた。得意技であるフリーズも、音楽が一時静止するタイミングに合わせて様々な形をとることで決めポーズを作り、自らのアピールポイントとしている。

## 戦績
| 年     | 大会名                                                                   | 開催国         | 部門                   | 戦績     |
| ------ | ------------------------------------------------------------------------ | -------------- | ---------------------- | -------- |
| 2013年 | Unvsti 2013                                                              | フランス       | キッズソロ部門         | 優勝     |
| 2013年 | Hip Hop New School 2013                                                  | フランス       | キッズソロ部門         | 優勝     |
| 2014年 | Chelles Battle pro                                                       | フランス       | キッズソロ部門         | 優勝     |
| 2014年 | Urban Pro Kids Battle                                                    | フランス       | キッズソロ部門         | 優勝     |
| 2014年 | Nothing2Looz world Final 2014                                            | フランス       | キッズソロ部門         | 優勝     |
| 2014年 | Highschoolers Asian Hip Hop Championship Asia Final 2014                 | 香港           | 一般4vs4部門           | 優勝     |
| 2014年 | The Top Wanted 2014                                                      | 香港           | 一般4vs4部門           | 優勝     |
| 2014年 | Red Bull BC One Osaka Cypher                                             | 日本           | 一般ソロ部門           | 優勝     |
| 2014年 | Freestyle Session Japan 2014                                             | 日本           | 一般3vs3部門           | 優勝     |
| 2014年 | Hustle and Freeze 2014                                                   | 中華人民共和国 | 一般クルー部門         | 優勝     |
| 2015年 | Destructive Steps World Final 2015                                       | オーストラリア | 一般3vs3 部門          | 優勝     |
| 2015年 | The Notorious IBE 2015                                                   | オランダ       | キッズソロ部門         | 優勝     |
| 2015年 | The Notorious IBE 2015                                                   | オランダ       | 一般7toSmokeクルー部門 | 優勝     |
| 2015年 | KOD Japan 2015                                                           | 日本           | 一般3vs3部門           | 優勝     |
| 2015年 | New Taipei Bboy City 2015                                                | 中華民国       | 一般ソロ部門           | 優勝     |
| 2016年 | DANCE@LIVE 2016 JAPAN FINAL                                              | 日本           | KIDS                   | 優勝     |
| 2016年 | Nothing 2 Looz World Final 2016                                          | フランス       | キッズソロ部門         | 優勝     |
| 2016年 | B.I.S 2016                                                               | 中華人民共和国 | 一般クルー部門         | 優勝     |
| 2016年 | Outbreak Europe 2016                                                     | スロバキア     | キッズソロ部門         | 優勝     |
| 2016年 | WAF world Final 2016                                                     | 中華人民共和国 | U18部門                | 優勝     |
| 2016年 | BATTLE BAD World Final 2016                                              | フランス       | 一般ソロ部門           | 優勝     |
| 2016年 | Battle International Humanitaria 2016                                    | フランス       | 一般ソロ部門           | 優勝     |
| 2016年 | We Hip Hop International 2016                                            | フランス       | 一般ソロ部門           | 優勝     |
| 2016年 | We Hip Hop International 2016                                            | フランス       | 一般クルー部門         | 優勝     |
| 2016年 | Hip Hop New School 2016                                                  | フランス       | 一般クルー部門         | 優勝     |
| 2016年 | Hustle and Freeze 2016                                                   | 中華人民共和国 | 一般ソロ部門           | 優勝     |
| 2017年 | Battle Sixty One 2017                                                    | フランス       | 一般2vs2部門           | 優勝     |
| 2017年 | Rookie Stars 2017                                                        | 香港           | 一般3vs3部門           | 優勝     |
| 2017年 | BATTLE BAD Legend 2017                                                   | フランス       | 一般ソロ部門           | 優勝     |
| 2017年 | Rock The Beat                                                            | アメリカ合衆国 | 一般2vs2部門           | 優勝     |
| 2017年 | Make Your Choice Contest 2017                                            | フランス       | 一般クルー部門         | 準優勝   |
| 2017年 | Red Bull BC One 2017 World Final                                         | オランダ       | 一般ソロ部門           | Top4     |
| 2017年 | Battle Warriors 2017                                                     | 中華人民共和国 | 一般ソロ部門           | 優勝     |
| 2017年 | Youth Olympic Asia Oceania Championship                                  | 中華民国       | 男子ブレイキン         | 優勝     |
| 2018年 | Battle Of Hounor 2018                                                    | ベルギー       | 一般ソロ部門           | 準優勝   |
| 2018年 | Zero Four Dance Crew 10th Anv                                            | 中華民国       | 一般ソロ部門           | 優勝     |
| 2018年 | FISE Hiroshima Japan bboy Championship 2018                              | 日本           | 一般ソロ部門           | 優勝     |
| 2018年 | Red Bull BC One 2018 Japan Cypher                                        | 日本           | 一般ソロ部門           | 優勝     |
| 2018年 | WDSF世界ユースブレイキン選手権                                           | 日本           | 男子ブレイキン         | 優勝     |
| 2018年 | Free Sprit Festival Championship                                         | ドイツ         | 一般ソロ部門           | 優勝     |
| 2018年 | Outbreak Europe 2018                                                     | スロバキア     | 一般2vs2部門           | 準優勝   |
| 2018年 | Silverback Open 2018                                                     | アメリカ合衆国 | 一般3vs3部門           | 準優勝   |
| 2018年 | ブエノスアイレスユースオリンピック                                       | アルゼンチン   | 男子ブレイキン         | 銅メダル |
| 2018年 | World Street Dance                                                       | フランス       | 一般ソロ部門           | 優勝     |
| 2018年 | Taipei Bboy City 2018                                                    | 中華民国       | 一般4vs4部門           | 優勝     |
| 2019年 | FISE Hiroshima bboy Championship 2019                                    | 日本           | 一般ソロ部門           | 優勝     |
| 2019年 | Breakmission 2019                                                        | イギリス       | 一般ソロ部門           | 優勝     |
| 2019年 | GROOVE SESSION-Block Party                                               | フランス       | 一般2vs2部門           | 優勝     |
| 2019年 | BLOCK PARTY                                                              | フランス       | 一般5vs5部門           | 優勝     |
| 2019年 | Hip Hop Connection Arena 2019                                            | イタリア       | 一般ソロ部門           | 優勝     |
| 2019年 | B.I.S                                                                    | 中華人民共和国 | 一般クルー部門         | 優勝     |
| 2019年 | World Urban Games                                                        | ハンガリー     | 一般ソロ部門           | Top4     |
| 2019年 | Just Battle 2019                                                         | 中華人民共和国 | 一般3vs3部門           | 優勝     |
| 2020年 | Break The Floor 2020                                                     | フランス       | 一般4vs4               | 優勝     |
| 2020年 | Break Free Worldwide Asia Online                                         | オンライン     | 一般ソロ部門           | 優勝     |
| 2020年 | JDSF第2回全日本ブレイキン選手権                                          | 日本           | 男子ブレイキン         | 優勝     |
| 2020年 | Red Bull BC One World Final 2020                                         | オーストリア   | 一般ソロ男子部門       | 優勝     |
| 2022年 | JDSF第3回全日本ブレイキン選手権                                          | 日本           | 男子ブレイキン         | 優勝     |
| 2022年 | DANCE ALIVE HERO’S 2022 FINAL                                            | 日本           | BREAKING               | 優勝     |
| 2022年 | WORLD GAMES                                                              | アメリカ合衆国 | 男子ブレイキン         | 銅メダル |
| 2022年 | WDSF世界ブレイキン選手権                                                 | 大韓民国       | 男子ブレイキン         | 銀メダル |
| 2022年 | マイナビJDSFブレイキンジャパンオープン2022                               | 日本           | 男子ブレイキン         | 金メダル |
| 2023年 | JDSF第4回全日本ブレイキン選手権                                          | 日本           | 男子ブレイキン         | 優勝     |
| 2023年 | WDSF 国際競技大会 Breaking for gold World Series in Kitakyusyu           | 日本           | 男子ブレイキン         | 銅メダル |
| 2023年 | WDSF 国際競技大会 Breaking for gold World Series in Rio de Janeiro       | ブラジル       | 男子ブレイキン         | 銅メダル |
| 2023年 | FISE World/WDSF 国際競技大会 Breaking for gold World Series in Marseille | フランス       | 男子ブレイキン         | 銀メダル |
| 2023年 | WDSF世界ブレイキン選手権                                                 | ベルギー       | 男子ブレイキン         | 銅メダル |
| 2023年 | WDSF 国際競技大会 Breaking for gold World Series in PORTO                | ポルトガル     | 男子ブレイキン         | 金メダル |
| 2023年 | 杭州アジア大会/WDSF ASIAN GAMES                                          | 中華人民共和国 | 男子ブレイキン         | 金メダル |
| 2024年 | Battle De Vaulx                                                          | フランス       | 一般2vs2部門           | 優勝     |
| 2024年 | OLD SCHOOL NIGHT Vol.25                                                  | 日本           | 一般3vs3部門           | 優勝     |
| 2024年 | 2024年パリオリンピック                                                   | フランス       | 男子ブレイキン         | 4位      |
| 2024年 | The World Battle 2024 WDSF Open 3vs3 Team Battle                         | ポルトガル     | 一般3vs3部門           | 金メダル |
| 2024年 | WDSF 国際競技大会 Breaking for gold World Series in Shanghi              | 中華人民共和国 | 男子ブレイキン         | 金メダル |
| 2024年 | Super Break                                                              | 日本           | 一般3vs3部門           | 優勝     |
| 2024年 | Freestyle Session World Final                                            | アメリカ合衆国 | 一般3vs3部門           | 優勝     |
| 2024年 | WDSF世界ブレイキン選手権                                                 | 中華人民共和国 | 男子ブレイキン         | 銀メダル |
| 2025年 | JDSF第6回全日本ブレイキン選手権                                          | 日本           | 男子ブレイキン         | 優勝     |
| 2025年 | OLD SCHOOL NIGHT Vol.25                                                  | 日本           | 一般クルー部門         | 優勝     |
| 2025年 | WDSF ASIAN Continental Championships(アジア選手権) in Shanghi            | 中華人民共和国 | 男子ブレイキン         | 金メダル |

## 所属・サポート契約等
- カシオ計算機株式会社「TEAM G-SHOCK」（2017年- ）
- Red Bull「Red bull BC One all stars」（2019年- ）
- コーセー（2022年- ）[12]
- HT Entertainment（2022年- ）[23]
- NIKE（2022年- ）[24]
- メルセデス・ベンツ日本株式会社（2023年- ）[25]
- ビザ・ワールドワイド・ジャパン株式会社[26]
- 株式会社みずほフィナンシャルグループ（2024年- ）[27]
- 第一生命（2024年- ）[28]
- UHA味覚糖「シゲキックス」ブランドアンバサダー

## 出演

### CM
- シゲキックス（UHA味覚糖）

「Shigekix 独白 ソーダ篇」「Shigekix 独白 レモン篇」（2024年8月15日-）
- 第一生命

「つながりの数だけ強くなれる篇」- 鈴木優花、四十住さくらと共演（2024年3月21日-）
- 楽天カード

「楽天カードマン×Team Visa Shigekix選手篇」 - 川平慈英と共演（2024年4月8日-）
- 楽天カード、Visa

Web CM「Road to Paris篇」（2024年5月1日-）
- Visa

「タッチでゆこう、どこへでも。Shigekix篇」（2024年7月27日-）